# Sint-Annakerk (Amstelveen)
De Sint-Annakerk is een voormalig rooms-katholiek kerkgebouw in de Nederlandse stad Amstelveen. Ze ligt op de kruising tussen A9 en de Amsterdamseweg.
Het gebouw, kerk en pastorie, werd vanaf voorjaar 1927 neergezet naar een ontwerp van J.P.L. Hendriks en H.C.M. van Beers. Het terrein behoorde destijds nog toe aan de gemeente Nieuwer-Amstel. Het bouwen van deze katholieke kerk mocht alleen geschieden door een aannemer die ook katholiek was "georganiseerd", hiervoor werd de firma Doedens & Schilder uit 't Zand gekozen. Niet veel later volgde de aanbesteding van de naastgelegen school ook naar een ontwerp van Hendriks en Van Beers. Op 23 augustus 1928 werd de kerk ingewijd door bisschop Aengenent, na een periode van vijf jaar bedelen, door kapelaan (en de eerste pastoor) P.H. Meijnema, binnen de parochie om geld. De toenmalige burgemeester Arie Colijn was daarbij aanwezig. De kerk was gewijd aan de heilige Anna. Het was de eerste parochie van Amstelveen.
De Tijd recenseerde de kerk in 1928 als volgt. Een gebouw met frisse en scherpe contouren binnen een vlak landschap. Ze bood plaats aan 700 gelovigen in kerk van 18 bij 35 meter met daarbinnen een geheel open ruimte (geen kolommen toegepast). Van de inrichting vermeldde de krant de drie marmeren sobere altaren en het breed gehouden presbyterium. Tevens opvallend was de esthetisch toegepaste elektrische verlichting. Het geheel is gebouwd van rood baksteen, met slechts hier en daar een venster. Joep Nicolas zou nog hebben bijgedragen aan het ontwerp van het glas-in-lood. De kerk wordt aan de noordzijde geflankeerd door de toren, die weer wordt belend door de pastorie. De Tijd vond het een sieraad voor Amstelveen. Destijds lag de kerk aan het spoor.
Alhoewel hoog staand in het open veld doorstond de kerk menige storm. Toen er op 2 en 3 januari 1976 een zware storm (windkracht 11) over het westen trok, waaide het dak van het gebouw. Het bisdom gaf de inmiddels ten zuiden van de kerk aangelegde Rijksweg 9 de schuld. Een eerdere storm had al de leibedekking beschadigd; de tweede storm zorgde ervoor dat het dak er finaal afwaaide, een schade van 400.000 gulden, gedekt door de verzekering. De snelweg zou voor een klimmende luchtstroom langs de kerk hebben gezorgd.
In 2010 benoemde de gemeente Amstelveen het tot gemeentelijk monument. De Annaparochie ging op in de Titus Brandsmaparochie en de laatste eucharistie werd gevierd op 8 mei 2011. Deze mis werd geleid door bisschop Punt. Eind januari 2013 begon het kerkbestuur met het ontmantelen van het monumentale pand, wat het gemeentebestuur van Amstelveen ertoe aanzette een dwangbevel af te leveren om de eerdere plannen voor de sloop van de kerk te stoppen.
Rijkswaterstaat had ondertussen plannen de A9 te verbreden en kocht het gebouw in 2013 aan. Zij handhaafde de sloopplannen maar in dit geval alleen voor de pastorie. De wegverbreding moet eind 2019 gaan plaatsvinden. Het slopen van alleen de pastorie wordt nog een zwaar karwei. Kerk, toren en pastorie staan namelijk op een gezamenlijke fundament. Dat het gebouw na de werkzaamheden er nog zal staat wordt door Rijkswaterstaat niet gegarandeerd. In 2017 werd het gebouw aangepast aan een nieuwe bestemming, er zijn een brouwerij met proeflokaal, vergaderruimten en een evenementenpodium in gevestigd.

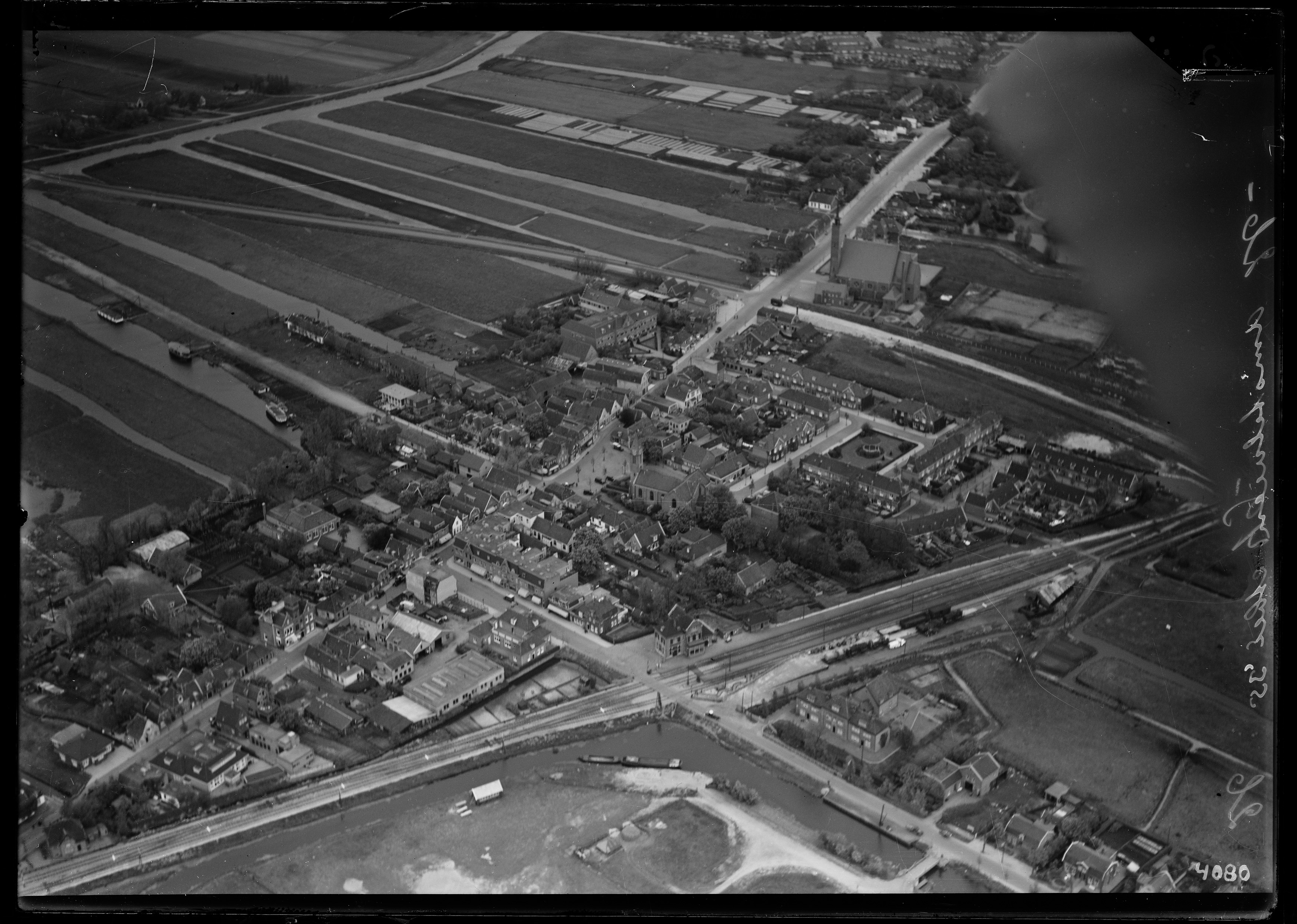
De kerk in het bijna open veld
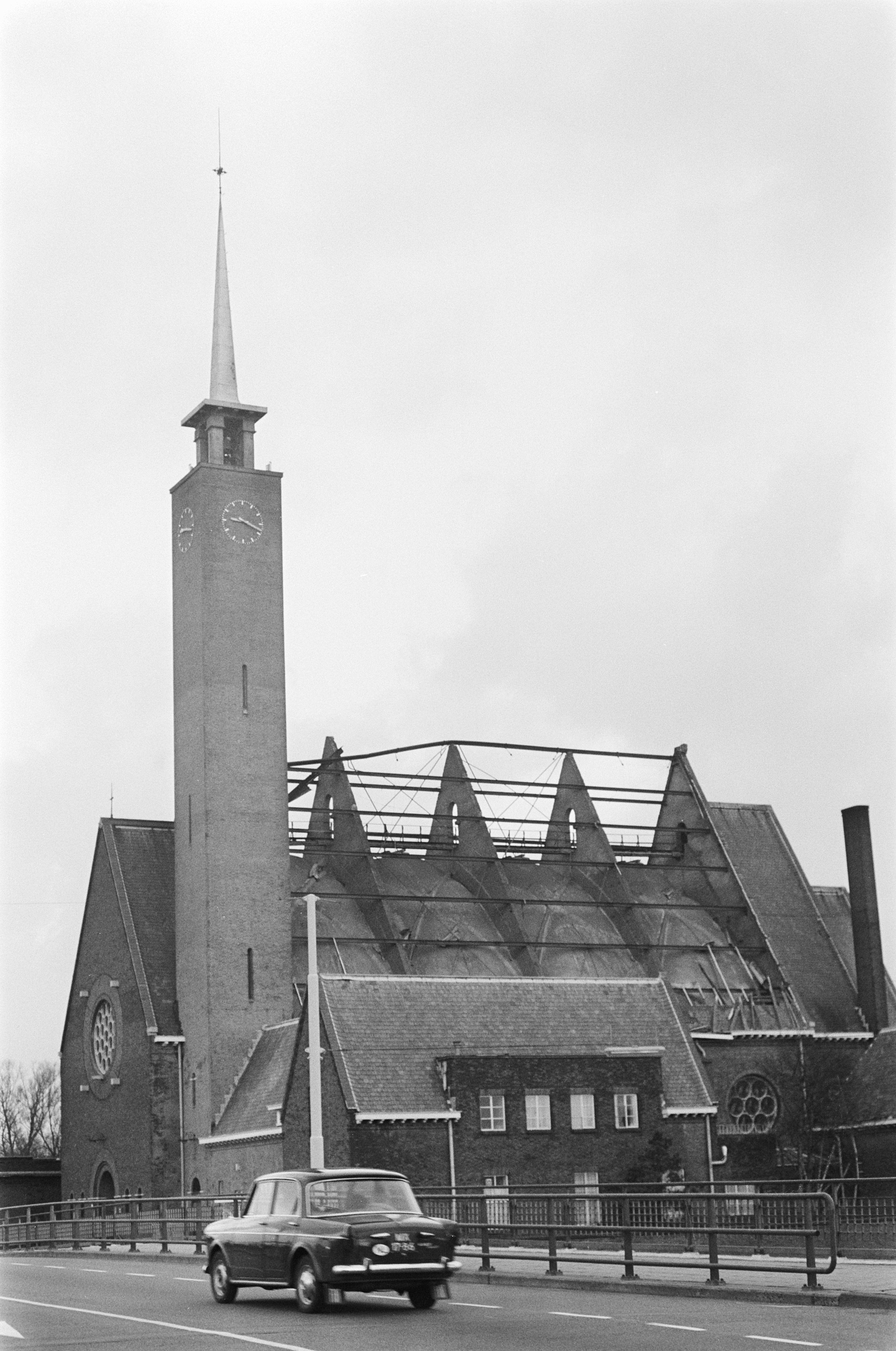
In januari 1976 waaide het dak van de kerk